# Haddenham (Cambridgeshire)
Haddenham – wieś w Anglii, w hrabstwie Cambridgeshire, w dystrykcie East Cambridgeshire. Leży 19 km na północ od miasta Cambridge i 98 km na północ od Londynu. W 2001 miejscowość liczyła 3228 mieszkańców.